# Pohoří (Rychnov nad Kněžnou-i járás)
Pohoří település Csehországban, Rychnov nad Kněžnou-i járásban. Pohoří Opočno, České Meziříčí, Dobruška és Bohuslavice településekkel határos. Lakosainak száma 665 fő (2024. január 1.).

## Népesség
A település lakosságának változását az alábbi diagram mutatja:
| Lakosok száma | 723  | 835  | 817  | 585  | 535  | 582  | 683  | 707  | 677  | 665  |
|               | 1869 | 1890 | 1921 | 1950 | 1980 | 2001 | 2017 | 2019 | 2022 | 2024 |